# Halberstädter Straße 145

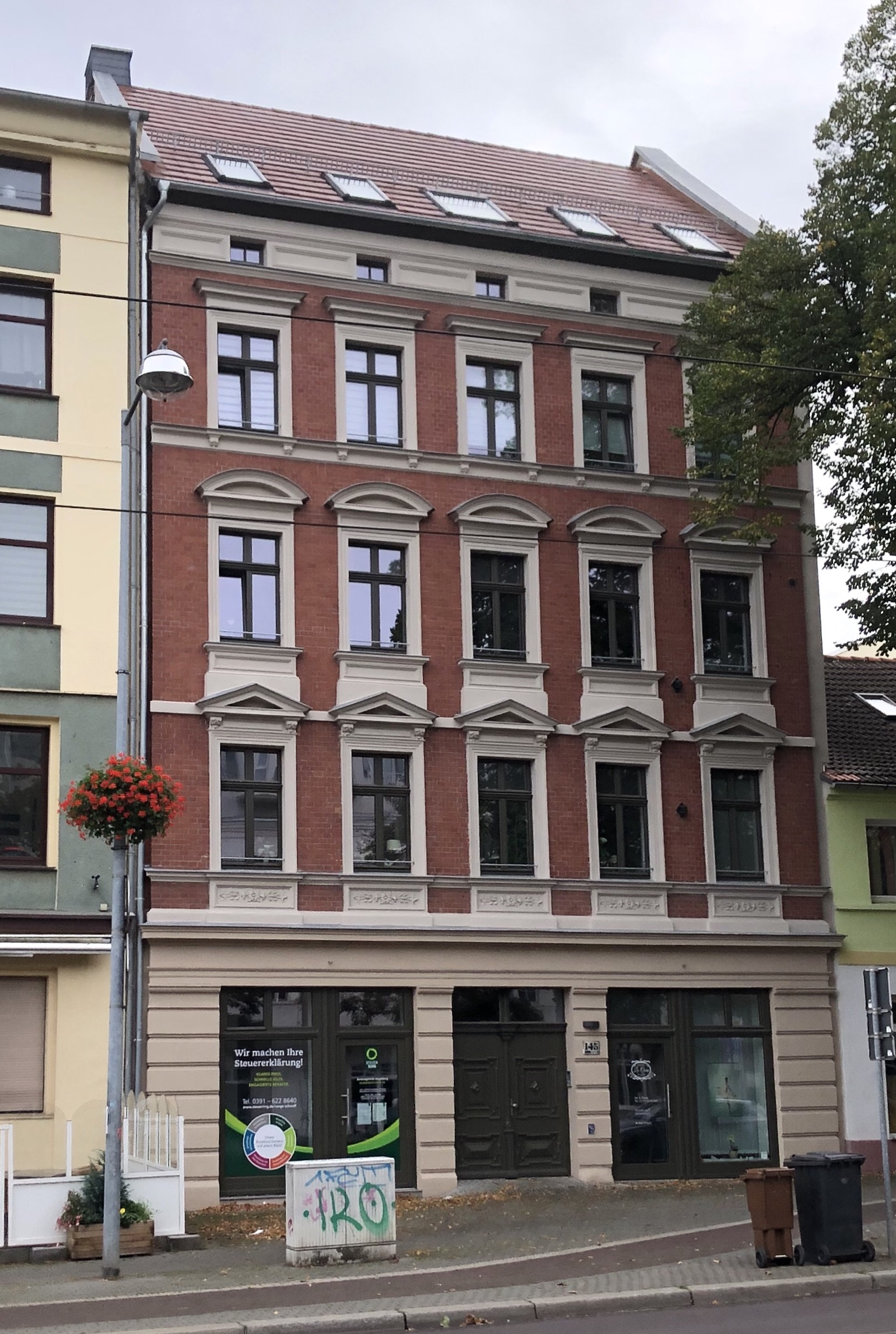
Haus Halberstädter Straße 145 im Jahr 2020

Das Gebäude Halberstädter Straße 145 ist ein denkmalgeschütztes Wohn- und Geschäftshaus in Magdeburg in Sachsen-Anhalt.

## Lage
Es befindet sich auf der Südseite der Halberstädter Straße im Stadtteil Sudenburg.

## Architektur und Geschichte
Das viereinhalbgeschossige Haus entstand im späten 19. Jahrhundert im Stil der Neorenaissance als Ziegelbau. Die fünfachsige Fassade ist schlicht ausgeführt und weist Anklänge an den Spätklassizismus auf. Die Fensterverdachungen sind im ersten Obergeschoss als Dreiecksgiebel, im zweiten Obergeschoss als Segmentbögen gestaltet.
Im Erdgeschoss befindet sich links und rechts des Hauseingangs jeweils ein Ladengeschäft. Links befand sich lange im 20. bis ins 21. Jahrhundert hinein der Frisörsalon Stilo.
Im örtlichen Denkmalverzeichnis ist das Wohn- und Geschäftshaus unter der Erfassungsnummer 094 81991 als Baudenkmal verzeichnet.
Das Gebäude gilt als Zeugnis der ersten Bauphase der Gründerzeit aus der Zeit ab 1871 und stellt einen Gegensatz zu den später in prächtigeren Formen errichteten Häusern der Halberstädter Straße dar.